# Fabryka Amortyzatorów w Krośnie
Fabryka Amortyzatorów w Krośnie – polska fabryka zajmująca się produkcją komponentów dla potrzeb przemysłu motoryzacyjnego, głównie amortyzatorów, sprężyn gazowych i innych.

## Historia
w 1944 roku w rejonie obecnej ulicy Okulickiego w Krośnie powstała Państwowa Stacja Traktorów i Maszyn Rolniczych.
W 1968 roku rozpoczęła się tu produkcja amortyzatorów włoskiej firmy RIV Officine di Villar Perosa (obecnie stanowiąca część szwedzkiego koncernu SKF) w ramach licencji na samochód osobowy Fiat 125p, następnie w oparciu o angielską licencję firmy Armstrong, w 1976 roku doszła licencja na sprężyny gazowe.
Zakłady Sprzętu Motoryzacyjnego od 1969 r. znane są pod nazwą Fabryka Amortyzatorów "Polmo"
30 czerwca 1997 roku Fabrykę Amortyzatorów S.A. nabywa Delphi Automotive Systems, będącą częścią General Motors Corporation Odtąd fabryka działa jako Delphi Chassis Systems Krosno SA
13 maja 2006 roku po odkupieniu przez Leszeka Waliszewskiego, Krzysztofa Freleka i Piotra Suwalskiego części przedsiębiorstwa zajmującą się produkcją sprężyn gazowych, drążków kierowniczych i przegubów kulowych, a także linie do regeneracji sprzęgieł samochodowych i zakład obróbki skrawaniem FA Krosno wznowiła produkcję pod własną marką.
W 2009 roku pozostałą część krośnieńskiej fabryki stanowiącej linię produkcyjną amortyzatorów i hamulców kupiła od Delphi chińska spółka Beijing West Industries. W tym samym roku FA Krosno sprzedała kompletną linie produkcyjną i technologie do produkcji przegubów kulowych firmie Pelmet Krościenko Wyżne